# 徳島こども交通公園
徳島こども交通公園（とくしまこどもこうつうこうえん）は、徳島県徳島市の新町川沿いにある交通公園である。

## 概要
新町川中流に位置し、子どもや老人向けの自転車の安全走行および技能走行の練習ができる公園施設で様々な交通に関するイベントが行われている。利用時間は9:00〜17:00までで阿波おどり期間中（8月5日〜8月17日、12月27日〜1月5日）は南内町演舞場となる為利用ができない。また映画「眉山」のクライマックスの撮影舞台となった。

## 交通
- 徳島市営バス「両国本町停留所」より南へ徒歩約1分、徳島東警察署両国警察官派出所東側。

## 新町川沿いにある公園
- 新町川公園
- 藍場浜公園
- 新町川水際公園
- ケンチョピア（みなと公園）